# Гнедин, Юрий Николаевич
Юрий Николаевич Гнедин (13 августа 1935 года, Тула, Московская область, РСФСР, СССР — 27 марта 2018 года, Санкт-Петербург, Россия) — физик, действительный член РАЕН, заместитель председателя Санкт-Петербургского отделения РАЕН, лауреат премии имени А. А. Белопольского

## Биография
Родился 13 августа 1935 года в Туле.
Окончил физико-механический факультет ЛПИ по специальности «Экспериментальная ядерная физика».
Работал в ФТИ с 1959 по 1984 годы, пройдя путь от старшего лаборанта до старшего научного сотрудника сектора теоретической астрофизики.
В 1966 году — защита кандидатской, в 1979 году — защита докторской диссертации.
Занимал должности заместителя директора, заведующего Астрофизическим отделом Пулковской обсерватории, одновременно работал в ЛПИ на кафедре «Космические исследования» физико-технического факультета: доцент (1977—1981), профессор (с 1981 г.).

### Научная деятельность
Ю. Н. Гнедин занимался разнообразными направлениями современной теоретической астрофизики: теорией переноса излучения, рентгеновской и гамма-астрономией, физикой нейтронных звёзд и чёрных дыр, астромикрофизикой, исследованием поляризации излучения космических объектов.
Совместно с Р. А. Сюняевым он предсказал существование циклотронных линий излучения нейтронных звёзд, что явилось основой методики измерения магнитных полей нейтронных звёзд.
Разработал новый метод измерения магнитных полей горячих звёзд, суть которого состоит в учёте эффекта фарадеевского вращения плоскости поляризации при рассеянии электромагнитного излучения в атмосферах и оболочках горячих звезд.
Совместно с Г. Г. Павловым исследовал квантовоэлектродинамические эффекты поляризации вакуума в излучении нейтронных звёзд и магнитных белых карликов. Результатом этих работ стало предсказание и расчёт поляриметрических эффектов, связанных с обнаружением новых элементарных частиц — голдстоуновских бозонов и аксионов в звёздах и галактиках.
Подготовил 12 кандидатов наук, был научным консультантом по 3 докторским диссертациям.
Автор 330 научных трудов, в том числе 2 монографий.

### Общественная деятельность
Был членом докторских диссертационных советов при ФТИ, СПбГТУ, Институте прикладной астрономии (Санкт-Петербург), Институте космических исследований (Москва).
Был заместителем председателя докторского диссертационного совета при ГАО РАН.
Читал курсы лекций по астрофизике, а также проводил совместные работы с зарубежные институтами и университетами.

Член Международного астрономического союза, председатель Комиссии по тематике 6-метрового телескопа ОФН РАН, член Бюро Научного Совета по Астрономии РАН.

## Награды
- Премия имени А. А. Белопольского (совместно с А. З. Долгиновым и Н. А. Силантьевым, за 1987 год) — за цикл работ «Распространение и поляризация излучения в космических средах»
- Имя Гнедин присвоено малой планете № 5084 (решение Международного Астрономического Союза, 1997 год).
- Медаль ордена «За заслуги перед Отечеством» 2-й степени (2006).

## Публикации
- Долгинов А. З., Гнедин Ю. Н., Силантьев Н. А. Распространение и поляризация излучения в космической среде. — М.: Наука, 1979. — 423 с.
- Гнедин Ю. Н. Комета Шумейкеров-Леви 9 // Современное естествознание. Энциклопедия  / под ред. В. Н. Сойфера. — М., 2000. — Т. 4. — С. 140—145.
- Гнедин Ю. Н. Небо в рентгеновских лучах // Там же. — М., 2000. — Т. 4. — С. 171—177.